# Hirondelle des Bahamas
Tachycineta cyaneoviridis
Espèce
Synonymes
- Hirundo cyaneoviridis (Protonyme)
- Callichelidon cyaneoviridis

Statut de conservation UICN

 EN C2a(ii) : En danger
L'Hirondelle des Bahamas (Tachycineta cyaneoviridis) est une espèce de passereaux de la famille des Hirundinidae.
C'est une espèce monotypique (non subdivisée en sous-espèces).

## Répartition
C'est un oiseau nicheur endémique des Bahamas (Grand Bahama, Great Abaco et Andros), hivernant à l'est de Cuba et au sud des Bahamas, parfois observé lors de la migration dans les Keys (Floride).